# 通用制图工具
通用製圖工具（英語：Generic Mapping Tools，縮寫为GMT）是一個被地理學界廣泛使用的繪圖工具，可以完成海岸線、國界、河流、時間序列及三維資料等的繪制與投影，並可對資料進行包含傅立葉轉換在內的數學運算。該軟件遵照LGPL發佈，並得到美國國家科學基金會的資助。

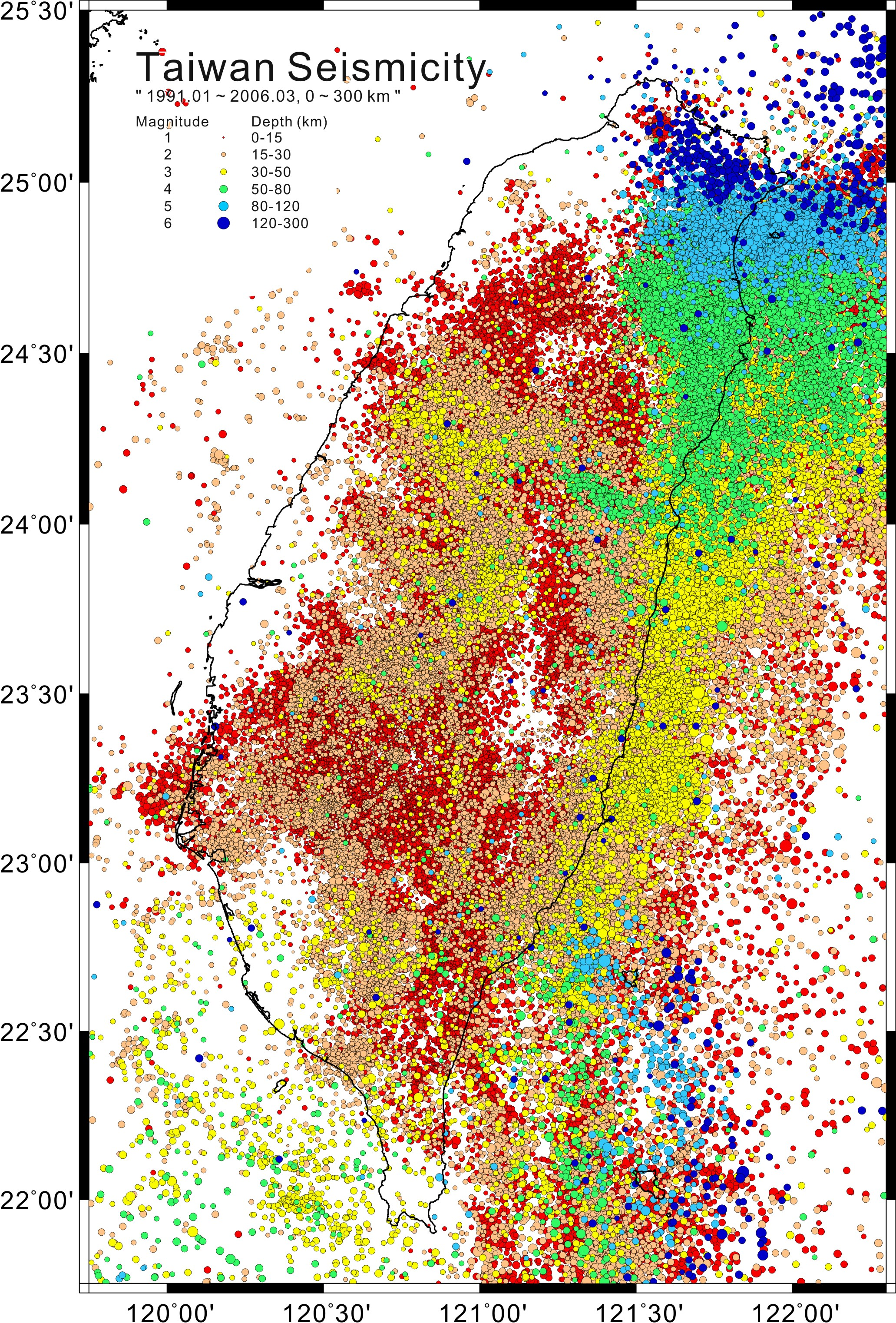
由GMT繪製的台灣地震分布